# NGC 3104
NGC 3104 (również PGC 29186, UGC 5414 lub Arp 264) – galaktyka nieregularna (IBm), znajdująca się w gwiazdozbiorze Małego Lwa. Odkrył ją William Herschel 18 marca 1787 roku.